# صموئيل كورتيس جونسون سينيور
صموئيل كورتيس جونسون سينيور (بالإنجليزية: Samuel Curtis Johnson, Sr.)‏ هو شخصية أعمال أمريكي، ولد في 24 ديسمبر 1833 في إليريا في الولايات المتحدة، وتوفي في 6 ديسمبر 1919 في راسين في الولايات المتحدة.